# 關淑怡音樂作品列表
關淑怡作為前香港著名女歌手，在其音樂生涯中已發行了18張錄音室專輯以及4張EP。

## 錄音室專輯
註：當年之唱片銷量計算方法為
- 香港：25,000張（金唱片），50,000（白金唱片）
- 台灣：100,000張（白金唱片）

| 名稱                   | 專輯詳情                                                                          | 銷售認證       |
| 冬戀                   | - 發行日期：1989年3月1日 - 唱片公司：寶麗金 - 格式：LP、卡式帶、CD 、SACD         | - 香港：金     |
| 難得有情人             | - 發行日期：1989年11月1日 - 唱片公司：寶麗金 - 格式：LP、卡式帶、CD、SACD         | - 香港：白金   |
| Say Goodbye            | - 發行日期：1989年11月21日 - 唱片公司：Apollon - 格式：LP、卡式帶、CD、SACD       |                |
| 真情                   | - 發行日期：1990年5月22日 - 唱片公司：寶麗金 - 格式：LP、卡式帶、CD、SACD         | - 香港：2x白金 |
| Borderless             | - 發行日期：1990年7月21日 - 唱片公司：Apollon - 格式：LP、卡式帶、CD、SACD        |                |
| 夜迷宮                 | - 發行日期：1990年12月14日 - 唱片公司：寶麗金 - 格式：LP、卡式帶、CD、SACD        | - 香港：白金   |
| 金色夏季               | - 發行日期：1991年7月5日 - 唱片公司：寶麗金 - 格式：LP、卡式帶、CD、SACD          | - 香港：白金   |
| 戀一世的愛             | - 發行日期：1991年12月23日 - 唱片公司：寶麗金 - 格式：LP、卡式帶、CD、SACD        | - 香港：白金   |
| 製造迷夢               | - 發行日期：1992年7月17日 - 唱片公司：寶麗金 - 格式：LP、卡式帶、CD、SACD         | - 香港：金     |
| 真假情話               | - 發行日期：1993年11月18日 - 唱片公司：寶麗金 - 格式：卡式帶、CD、SACD            | - 香港：白金   |
| 難得有情人             | - 發行日期：1994年4月13日 - 唱片公司：寶麗金 - 格式：卡式帶、CD、SACD             | - 台灣：3x白金 |
| My Way                 | - 發行日期：1994年7月8日 - 唱片公司：寶麗金 - 格式：卡式帶、CD、SACD              | - 香港：白金   |
| Ex All Time Favourites | - 發行日期：1995年2月28日 - 唱片公司：寶麗金 - 格式：LP、卡式帶、CD、SACD、玻璃CD | - 香港：3x白金 |
| 亂了                   | - 發行日期：1995年7月28日 - 唱片公司：寶麗金 - 格式：卡式帶、CD、SACD             | - 台灣：3x白金 |
| 冷火                   | - 發行日期：2001年12月3日 - 唱片公司：博德曼音樂 - 格式：CD                       |                |
| Shirley's Era          | - 發行日期：2009年6月16日 - 唱片公司：星娛樂 - 格式：CD+DVD、LP、SACD             |                |
| Psychoacoustics        | - 發行日期：2019年8月9日 - 唱片公司：環球唱片 - 格式：LP、CD、SACD                |                |
| eZONE                  | - 發行日期：2020年4月9日 - 唱片公司：環球唱片 - 格式：SACD                        |                |

## 迷你專輯
| 名稱                | 專輯詳情                                                    |
| 患難建真情          | - 發行日期：1990年 - 唱片公司：寶麗金 - 格式：CD Video      |
| 心急                | - 發行日期：1990年 - 唱片公司：寶麗金 - 格式：CD Video      |
| Shirley Remix       | - 發行日期：1990年2月13日 - 唱片公司：寶麗金 - 格式：3吋CD  |
| 夢劇場              | - 發行日期：1993年11月 - 唱片公司：寶麗金 - 格式：CD        |
| 夜靠誰              | - 發行日期：1994年8月 - 唱片公司：寶麗金 - 格式：CD         |
| eZONE               | - 發行日期：1998年1月23日 - 唱片公司：寶麗金 - 格式：CD     |
| Shirley Kwan 關淑怡 | - 發行日期：2006年2月12日 - 唱片公司：大國文化 - 格式：AVCD |

## 單曲
| 名稱                     | 專輯詳情                                                                             |
| Anata no Tameni          | - 發行日期：1989年11月21日 - 唱片公司：Apollon - 格式：3吋CD                         |
| ホノルル・シティ・ライツ | - 發行日期：1990年7月21日 - 唱片公司：Apollon - 格式：3吋CD                          |
| さよなら、こんにちわ     | - 發行日期：1990年9月21日 - 唱片公司：Apollon - 格式：3吋CD                          |
| 關於我                   | - 限量發行1,000張 - 發行日期：2005年 - 唱片公司：大國文化 - 格式：CD                 |
| 陀飛輪                   | - 限量發行1,000張 - 發行日期：2012年12月28日 - 唱片公司：MaryGoRound Ltd. - 格式：CD |
| 叛逆漢子                 | - 限量發行1,000張 - 發行日期：2019年6月18日 - 唱片公司：環球唱片 - 格式：LP          |
| 夜迷宮                   | - 限量發行1,000張 - 發行日期：2019年9月18日 - 唱片公司：環球唱片 - 格式：LP          |
| 一切也願意               | - 限量發行1,000張 - 發行日期：2019年9月18日 - 唱片公司：環球唱片 - 格式：LP          |

## 現場錄音專輯
| 名稱                       | 專輯詳情                                                                         |
| 難得有一個關淑怡演唱會     | - 發行日期：1995年 - 唱片公司：寶麗金 - 格式：卡式帶、2-CD、LD、VCD、DVD、2-SACD |
| 關於我關淑怡演唱會         | - 發行日期：2006年6月2日 - 唱片公司：環球唱片 - 格式：2-CD、UMD、3-VCD、3-DVD    |
| Unexpected關淑怡演唱會2008 | - 發行日期：2008年12月10日 - 唱片公司：星娛樂 - 格式：2-CD、3-VCD、3-DVD         |

## 精選專輯
| 名稱       | 專輯詳情                                                                  | 銷售認證     |
| Montage    | - 發行日期：1991年3月20日 - 唱片公司：寶麗金 - 格式：LP、卡式帶、CD、SACD | - 香港：白金 |
| Montage II | - 發行日期：1993年1月21日 - 唱片公司：寶麗金 - 格式：卡式帶、CD、SACD     |              |
| 世途上     | - 發行日期：1995年6月13日 - 唱片公司：寶麗金 - 格式：卡式帶、CD、SACD     | - 香港：白金 |
| 迷戀精選集 | - 發行日期：1996年 - 唱片公司：寶麗金 - 格式：CD                          |              |
| 心靈相通   | - 發行日期：1997年4月10日 - 唱片公司：寶麗金 - 格式：CD                   |              |

其他精選專輯
| 名稱                     | 專輯詳情                                                        | 銷售認證         |
| 寶麗金88極品音色系列     | - 發行日期：1996年 - 唱片公司：寶麗金 - 格式：CD                | - 香港：3 x 白金 |
| 32首選                   | - 發行日期：1998年 - 唱片公司：環球唱片 - 格式：2-CD            |                  |
| 情人知己                 | - 發行日期：1999年 - 唱片公司：環球唱片 - 格式：CD+VCD          |                  |
| 拉闊全接觸精選40首       | - 發行日期：1999年 - 唱片公司：環球唱片 - 格式：CD+2-VCD        |                  |
| 1雙情緣系列              | - 發行日期：2000年11月1日 - 唱片公司：環球唱片 - 格式：2-CD     |                  |
| 真經典                   | - 發行日期：2001年11月21日 - 唱片公司：環球唱片 - 格式：CD      |                  |
| 環球DSD視聽之王          | - 發行日期：2002年11月29日 - 唱片公司：環球唱片 - 格式：CD+DVD  |                  |
| 黃金巨星                 | - 發行日期：2002年12月16日 - 唱片公司：環球唱片 - 格式：CD      |                  |
| 3 in 1 珍藏集            | - 發行日期：2004年2月2日 - 唱片公司：環球唱片 - 格式：3-CD      |                  |
| 極品之選                 | - 發行日期：2004年12月2日 - 唱片公司：環球唱片 - 格式：SACD     |                  |
| 百花齊放                 | - 發行日期：2005年3月21日 - 唱片公司：環球唱片 - 格式：3-CD     |                  |
| All About Shirley 完全集 | - 發行日期：2006年2月20日 - 唱片公司：環球唱片 - 格式：3-CD+DVD |                  |
| 金經典                   | - 發行日期：2006年12月4日 - 唱片公司：環球唱片 - 格式：2-CD     |                  |
| 本色                     | - 發行日期：2007年9月7日 - 唱片公司：環球唱片 - 格式：CD        |                  |
| 關淑怡                   | - 發行日期：2007年12月4日 - 唱片公司：環球唱片 - 格式：LPCD     |                  |
| Unlimited Hits + Live    | - 發行日期：2008年8月5日 - 唱片公司：環球唱片 - 格式：3-CD+DVD  |                  |
| 音樂大全101              | - 發行日期：2011年9月23日 - 唱片公司：環球唱片 - 格式：6-CD     |                  |
| My Favorite SK           | - 發行日期：2013年2月7日 - 唱片公司：環球唱片 - 格式：3-CD+DVD  |                  |
| 關淑怡                   | - 發行日期：2013年4月19日 - 唱片公司：環球唱片 - 格式：LPCD     |                  |
| 環球萃取升級精選         | - 發行日期：2016年9月14日 - 唱片公司：環球唱片 - 格式：K2HD CD  |                  |
| 環球萃取升級精選2        | - 發行日期：2016年11月24日 - 唱片公司：環球唱片 - 格式：K2HD CD |                  |

## 盒裝
| 名稱                               | 專輯詳情 |
| Montage 1 & 2                      | - 包括：《Montage》、《Montage II》 - 發行日期： - 唱片公司：寶麗金 - 格式：2-CD |
| 從頭認識關淑怡                     | - 包括：《冬戀》、《難得有情人》（1989年）、《真情》、《夜迷宮》、《金色夏季》、《戀一世的愛》、《製造迷夢》、《真假情話》、《My Way》及《Ex All Time Favourites》 - 發行日期：2002年5月28日 - 唱片公司：環球唱片 - 格式：10-CD |
| 環球經典禮讚                       | - 包括：《難得有情人》（1994年）、《Ex All Time Favourites》（台灣版）及《亂了》 - 發行日期：2017年3月30日 - 唱片公司：環球唱片 - 格式：3-CD                                                                                    |
| 歌姬の戰紀 8-SACD Collection Box 1 | - 包括：《冬戀》、《難得有情人》（1989年）、《Say Goodbye》、《真情》、《Borderless》、《夜迷宮》、《金色夏季》及《戀一世的愛》 - 發行日期：2019年12月3日 - 唱片公司：環球唱片 - 格式：8-SACD                                   |
| 歌姬の戰紀 8-SACD Collection Box 2 | - 包括：《製造迷夢》、《真假情話》、《難得有情人》（1994年）、《My Way》、《Ex All Time Favourites》、《亂了》、《eZone》（大碟版本）及《More》 - 發行日期：2020年4月9日 - 唱片公司：環球唱片 - 格式：8-SACD                    |
| 環球經典禮讚II                     | - 包括：《真假情話》、《My Way》及《Ex All Time Favourites》 - 發行日期：2021年3月19日 - 唱片公司：環球唱片 - 格式：3-CD |
| 關淑怡日本唱片誌                   | - 包括：《Say Goodbye》、《Borderless》、《真假情話》及《Ex All Time Favourites》 - 發行日期：2021年9月10日 - 唱片公司：環球唱片 - 格式：4-CD                                                                                   |
| 環球經典禮讚III                    | - 包括：《冬戀》、《難得有情人》（1989年）及《真情》 - 發行日期：2021年10月25日 - 唱片公司：環球唱片 - 格式：3-CD |
| 環球經典禮讚IV                     | - 包括：《夜迷宮》、《金色夏季》及《戀一世的愛》 - 發行日期：2022年6月24日 - 唱片公司：環球唱片 - 格式：3-CD |
| 環球經典禮讚V                      | - 包括：《製造迷夢》、《Montage》及《Montage II》 - 發行日期：2022年12月15日 - 唱片公司：環球唱片 - 格式：3-CD |
| 環球經典禮讚VI                     | - 包括：《世途上》、《心靈相通》及《eZone》 - 發行日期：2023年9月8日 - 唱片公司：環球唱片 - 格式：3-CD |
| 環球經典禮讚VII                    | - 包括：《Say Goodbye》、《Borderless》及《迷戀精選集》 - 發行日期：2024年7月19日 - 唱片公司：環球唱片 - 格式：3-CD |

## 其它灌錄歌曲
| 歌曲                                | 年份   | 歌手 | 專輯                               | 備註                                                               |
| ----------------------------------- | ------ | --- | ---------------------------------- | ------------------------------------------------------------------ |
| 今天天氣呵呵呵                      | 1990年 | 關淑怡 | 不適用                             | 為商台賀年節目「除夕龍鳳配」錄製                                   |
| 星空下的戀人                        | 1990年 | 關淑怡 | 寶麗金二十週年演唱會               |                                                                    |
| 難得有情人                          | 1990年 | 關淑怡 | 寶麗金二十週年演唱會               |                                                                    |
| 明天你是否依然愛我                  | 1990年 | 關淑怡、童安格 | 寶麗金二十週年演唱會               |                                                                    |
| 一切是創造                          | 1990年 | 關淑怡、李克勤 | 一千零一夜                         |                                                                    |
| 年少無情                            | 1990年 | 關淑怡、張學友 | 夢中的你                           |                                                                    |
| 怒                                  | 1990年 | 關淑怡、蘇珊、Maria Codero | 小心間諜電影原聲大碟               |                                                                    |
| 傷盡我心的說話                      | 1990年 | 黃凱芹 | 情歸何處                           | 獨白                                                               |
| 星光燦爛                            | 1990年 | 譚詠麟、徐小鳳、李克勤、關淑怡、張學友、達明一派、黃凱芹、陳慧嫻、草蜢、蔡國權、黎明、童安格、劉小慧、周影 | 星光燦爛珍藏版                     |                                                                    |
| 跪在大門後                          | 1991年 | 關淑怡 | 不適用                             | 為商台賀年節目「除夕龍鳳配」錄製                                   |
| 明天你是否依然愛我                  | 1991年 | 關淑怡、譚詠麟 | 神話1991                           |                                                                    |
| 明天你是否依然愛我                  | 1991年 | 關淑怡、譚詠麟 | 夢幻柔情演唱會'91                  |                                                                    |
| 值得期待                            | 1992年 | 關淑怡、草蜢 | 又愛又恨                           |                                                                    |
| So Sad（國語版）                    | 1992年 | 關淑怡、草蜢 | 又愛又恨                           |                                                                    |
| So Sad（粵語版）                    | 1992年 | 關淑怡、草蜢 | 永遠愛著您                         |                                                                    |
| 情深愛更深                          | 1992年 | 關淑怡、草蜢 | 永遠愛著您                         |                                                                    |
| 在雨中                              | 1992年 | 關淑怡、Steven Baker | 公益善樂處處聞                     |                                                                    |
| 月下戀人                            | 1992年 | 關淑怡、譚詠麟 | 愛情故事                           |                                                                    |
| 依然相愛                            | 1992年 | 關淑怡、李克勤 | 只想您會意                         |                                                                    |
| 只想您會意                          | 1992年 | 關淑怡、李克勤 | 只想您會意                         |                                                                    |
| Vogue                               | 1993年 | 關淑怡、王菲、林憶蓮 | 不適用                             | 翻唱自Madonna同名歌曲；為「饑饉三十」紅館義演錄製                  |
| 熱力節拍 Wou Bom Ba                 | 1993年 | 草蜢、關淑怡、湯寶如、劉小慧 | 熱力節拍 Summer Party              |                                                                    |
| My Love                             | 1993年 | 關淑怡、譚詠麟 | 笑看人生                           |                                                                    |
| 假如讓你吻下去                      | 1994年 | 關淑怡 | 不適用                             | 為商台賀年節目「除夕龍鳳配」錄製                                   |
| 鼓舞飛揚（十分精彩版）              | 1994年 | 張學友、湯寶如、黎明、王馨平、關淑怡、周慧敏、劉小慧、草蜢、鄭嘉穎、黎瑞恩 | 鼓舞飛揚                           |                                                                    |
| 鼓舞飛揚（特別精選版）              | 1994年 | 張學友、湯寶如、黎明、王馨平、關淑怡、周慧敏、劉小慧、草蜢、鄭嘉穎、黎瑞恩 | 鼓舞飛揚                           |                                                                    |
| 單身一族                            | 1994年 | 關淑怡、譚詠麟 | 喜愛                               |                                                                    |
| 為全世界歌唱                        | 1995年 | 群星 | 寶麗金廿五週年為全世界歌唱會       |                                                                    |
| 夢伴                                | 1995年 | 關淑怡 | 寶麗金廿五週年為全世界歌唱會       |                                                                    |
| 人生可有知己                        | 1995年 | 關淑怡 | 寶麗金廿五週年為全世界歌唱會       |                                                                    |
| 忘記他                              | 1995年 | 關淑怡 | 寶麗金廿五週年為全世界歌唱會       |                                                                    |
| 何日君再來                          | 1995年 | 關淑怡 | 寶麗金廿五週年為全世界歌唱會       |                                                                    |
| 再見！我的愛人                      | 1995年 | 陳慧嫻、周慧敏、王馨平、關淑怡、湯寶如 | 寶麗金廿五週年為全世界歌唱會       |                                                                    |
| 問                                  | 1995年 | 關淑怡、張學友 | 寶麗金廿五週年為全世界歌唱會       |                                                                    |
| 三張了                              | 1995年 | 關淑怡 | 不適用                             | 和唱；為商台DJ梁兆輝主持節目錄製                                   |
| 初戀                                | 1995年 | 關淑怡 | 不適用                             | 為商台賀年節目「除夕龍鳳配」錄製                                   |
| 自言自語                            | 1995年 | 關淑怡 | 幸混聲 Remix Collection            | 與《心靈相通》大碟收錄的版本不同；此乃派台宣傳版本                 |
| 請你入綺夢                          | 1995年 | 關淑怡 | 幸混聲 Remix Collection            | 電影《追女仔95之綺夢》主題曲                                       |
| 愛到一百歲                          | 1995年 | 關淑怡 | 加德士源源創作加油站演唱會CD真情版 |                                                                    |
| 豁達公雞                            | 1995年 | 關淑怡 featuring 梁兆輝 | 叱吒903無樂不作無處不在            |                                                                    |
| Just for Fun                        | 1995年 | 黎明 | 天地豪情                           | 和音                                                               |
| 真實的謊話                          | 1995年 | 關淑怡、譚詠麟 | 實在男人                           |                                                                    |
| 男人心                              | 1995年 | 關淑怡、周慧敏 | 多一點愛戀                         |                                                                    |
| 萬福瑪利亞                          | 1995年 | 關淑怡、黃耀明 | 愈夜愈美麗                         |                                                                    |
| 月光曲                              | 1995年 | 關淑怡、草蜢 | 為全世界歌唱                       |                                                                    |
| 為全世界歌唱                        | 1995年 | 譚詠麟、CD Voice、陳曉東、張學友、湯寶如、黎明、王馨平、陳慧嫻、吳君如、關淑怡、周慧敏、洪楗華、草蜢、鄭嘉穎、黎瑞恩 | 為全世界歌唱                       |                                                                    |
| 鼓舞飛揚                            | 1995年 | 譚詠麟、CD Voice、張學友、湯寶如、黎明、王馨平、陳慧嫻、關淑怡、周慧敏、洪楗華、草蜢、鄭嘉穎、小柏林、黎瑞恩 | 鼓舞飛揚'95                        |                                                                    |
| 心經                                | 1995年 | 關淑怡、趙學而、蘇永康 | 心經                               |                                                                    |
| 心經（眾歌星合唱）                  | 1995年 | 郭富城、譚詠麟、許志安、劉德華、梅艷芳、劉嘉玲、彭羚、陳奕迅、陳潔靈、王菲、Girlfriends、李克勤、張學友、容祖兒、鍾鎮濤、何家勁、楊千嬅、謝霆鋒、劉美君、葉蒨文、關淑怡、蘇永康、劉小慧、吳國敬、張智霖、彭家麗、李國祥、李樂詩、江希文、草蜢、莫少聰、葉蘊儀、許秋怡、趙學而、陳山蔥、顏福偉 | 心經                               |                                                                    |
| 忘記他是她                          | 1996年 | 關淑怡 | 天花亂墜 我們都唱達明一派          |                                                                    |
| 繾綣28800BPS                        | 1996年 | 關淑怡 | 麻木                               |                                                                    |
| 非愛不可                            | 1997年 | 關淑怡、陳琪 | 親歷琪境                           |                                                                    |
| 帶我去跳舞                          | 1997年 | 關淑怡 | 新人類年代記                       | 商業電台台慶鉅獻珍藏CD                                             |
| Cucurrucucu Paloma                  | 1997年 | 關淑怡 | 不適用                             | 翻唱自Caetano Veloso同名歌曲；電影《布宜諾斯艾利斯．攝氏零度》插曲 |
| 難得有情人（tweekin' acid-hop mix） | 1997年 | 關淑怡 | 舞池中                             |                                                                    |
| 謊言                                | 2003年 | 陳奕迅 | Live for Today                     | 為歌曲唱了一句                                                     |
| 依然相愛                            | 2008年 | 關淑怡、李克勤 | 你的克勤演奏廳演唱會               |                                                                    |
| 男左女右                            | 2009年 | 關淑怡、古巨基 | Eye Fever演唱會09                  |                                                                    |
| 容易受傷的女人                      | 2012年 | 關淑怡 | 歷久嚐新                           | 翻唱自王菲同名歌曲；為商台賀年節目「除夕龍鳳配」錄製               |
| 瘋了                                | 2012年 | 關淑怡 | 歷久嚐新                           | 翻唱自林憶蓮同名歌曲；為商台賀年節目「除夕龍鳳配」錄製             |
| 同願同行                            | 2012年 | 關淑怡、劉德華、張明敏、陳曉東、陳僖儀、岳薇、劉倩婷、朱紫嬈、李家仁、鄧建明、胡渭康、梁俊軒、張繼聰、洪傑、Kellyjackie、迪子 | 不適用                             |                                                                    |
| 相濡以沫                            | 2012年 | 關淑怡 | 不適用                             | 電視劇《大太監》主題曲                                             |
| 實屬巧合                            | 2013年 | 關淑怡 | 不適用                             | 電視劇《情逆三世緣》主題曲                                         |
| 寶記正傳（forever mix）             | 2013年 | 彭健新、區瑞強、鍾鎮濤、關淑怡、李克勤、譚詠麟、泰迪羅賓、陳慧嫻、陳曉東、湯寶如 | 寶記正傳                           |                                                                    |
| 寶記正傳Part I （classic mix）      | 2013年 | 譚詠麟、彭健新、關淑怡、李克勤、鍾鎮濤、區瑞強、陳慧嫻、湯寶如、泰迪羅賓、王馨平 | 寶記正傳                           |                                                                    |
| 寶記正傳Part III （miss u mix）     | 2013年 | 區瑞強、關淑怡、彭健新、王馨平、湯寶如 | 寶記正傳                           |                                                                    |
| 難得有情人                          | 2013年 | 關淑怡 | PolyGram Forever Live              |                                                                    |
| 人生可有知己                        | 2013年 | 關淑怡 | PolyGram Forever Live              |                                                                    |
| 繾綣星光下                          | 2013年 | 關淑怡 | PolyGram Forever Live              |                                                                    |
| 夜迷宮                              | 2013年 | 關淑怡 | PolyGram Forever Live              |                                                                    |
| 午夜狂奔                            | 2013年 | 關淑怡 | PolyGram Forever Live              |                                                                    |
| 女人想什麼                          | 2014年 | 關淑怡、泳兒、陳逸璇 | 不適用                             | 《關乳愛》主題曲                                                   |
| 星斗群                              | 2014年 | 關淑怡、林欣彤 | 不適用                             | 電視劇《女人俱樂部》主題曲                                         |
| 偷情                                | 2014年 | 關淑怡、張敬軒 | Hins Live in Passion 2014          | 翻唱自張國榮同名歌曲                                               |
| 鎖骨                                | 2014年 | 關淑怡、麥浚龍 | 柔弱的角                           |                                                                    |
| 觀音禮讚．處處蓮花開                | 2015年 | 關淑怡 | 不適用                             | 《觀音文化日》主題曲                                               |
| 漣漪                                | 2018年 | 關淑怡 | 環球高歌陳百強                     | 翻唱自陳百強同名歌曲；與派台版本不同                               |
| 快樂到死                            | 2019年 | 關淑怡、黃耀明 | TM+M DECADE (NCE)                  | 電視劇《婚內情》主題曲                                             |